# Anisogammarus tiuschovi
Anisogammarus tiuschovi är en kräftdjursart. Anisogammarus tiuschovi ingår i släktet Anisogammarus och familjen Anisogammaridae. Inga underarter finns listade i Catalogue of Life.